# Michelle Creber
Michelle Nicole Creber (født 7. september 1999) er en canadisk skuespiller. Hun er bedst kendt for at lægge stemme til karakteren Apple Bloom i den originale engelsksprogede udgave af tv-serien My Little Pony: Venskab er ren magi. Hun har herudover medvirket i en række musicals. 